# Pteropera menieri
Pteropera menieri är en insektsart som beskrevs av Donskoff 1981. Pteropera menieri ingår i släktet Pteropera och familjen gräshoppor. Inga underarter finns listade i Catalogue of Life.